# Maria Pry
María del Mar Fernández Montero (Sevilha, Espanha, 28 de setembro de 1984), mais conhecida como María Pry, é uma treinadora de futebol espanhola e ex-jogadora profissional. É a atual treinadora do Levante UD Femenino. Em 2018 foi premiada pela Real Federação Espanhola de Futebol com o Prêmio Ramón Cobo de melhor treinador da Liga Iberdrola. Ela possui a licença UEFA Pro National Soccer Coach.

## Biografia
Nascida em 28 de setembro de 1984, María Pry, sevilhana de Bormujos, iniciou sua relação com o mundo dos esportes graças à natação. Apreciando este esporte, competiu na categoria nacional até os 14 anos com o Castalla, equipe de Castilleja de la Cuesta (Sevilha). Mais tarde, Pry iniciou sua carreira como futebolista e, mais tarde, como treinadora.
Sua paixão pelo esporte sempre foi acompanhada por um grande interesse pela formação acadêmica e pelo ensino. Pry é formada em Educação Física e Ciências do Esporte (2005-2009, Universidade Pablo de Olavide, Sevilha) e possui os seguintes diplomas:
- Técnico Superior em Animação e Atividades Físicas e Desportivas (2003-2005)
- Técnico de Futebol de nível I. Universidade Pablo de Olavide - CEDIFA - RFEF (2008)
- Técnico de futebol de nível II. Universidade Pablo de Olavide - CEDIFA - RFEF (2010-2011)
- Treinador de Futebol Nacional. Pro UEFA - CEDIFA - RFEF (2013)
- Mestre em Formação de Professores do Ensino Secundário, com especialização em Educação Física (2015-16, Universidad Isabel I, Burgos)
- Treinador de remo nacional
- Esportes e quiroprático superior
- Curso de analista e olheiro sênior de futebol - Oi Fútbol - Universidad Camilo José Cela.

Além disso, Pry é, desde 2014, a diretora pedagógica do Centro Técnico Desportivo Al Andalus (EDRES, TSAAFD e TECO), bem como professora regular em vários programas e cursos nacionais e internacionais, tanto presenciais como na modalidade de e-learning, relacionada ao campo técnico ou gestão esportiva.
María Pry tem uma ampla atividade como palestrante. Tem participado em inúmeros encontros sobre o desporto em geral, bem como em muitos outros dedicados, em particular, ao futebol feminino, à relação entre as mulheres e o desporto, à técnica feminina ou à táctica e estratégia no futebol. Ela também tem experiência em liderança feminina e futebol.
Além de participar de inúmeras conferências e mesas redondas como convidada, seu conhecimento tem lhe permitido colaborar em programas de televisão, participar de prêmios e eventos, realizar Meet & Greet ou assistir a eventos digitais, solidários e esportivos, nacionais e internacionais.
A participação, a organização e a colaboração em campi desportivos, não só para a tecnificação mas também para a solidariedade, tanto a nível nacional como internacional, são outra das muitas actividades desenvolvidas por María Pry.
O desejo contínuo de crescimento pessoal e profissional foi fundamental, por outro lado, no lançamento do seu site oficial, um projeto que, entre outras coisas, permite a quem quer conhecê-la no dia a dia desta treinadora e até interagir com ela.
“María Pry reivindica o seu lugar no futebol, não só para si, mas também para os que ficam para trás. Tem um forte compromisso com a representação e formação da mulher no mundo do desporto, tanto no futebol feminino como no masculino. Ela se orgulha de ser um exemplo e uma referência para meninas e mulheres que um dia, como ela, sonham muito em ganhar uma posição no mundo do futebol ”, de seu site oficial.

## Trajetória Profissional
Como jogadora
María Pry começou a sua carreira como jogadora do Castilleja CF, sendo na altura a única equipe de futebol feminino do Aljarafe de Sevilha. No município de Castilleja de la Cuesta, é comum os jovens se chamarem de "o pri", daí a origem de "María Pry". Ela representa a simplicidade de 'María' e a essência de sua terra em 'Pry', como ela mesma se explica em seu site.
Como jogadora, jogou também no CD Ñaque, Dos Hermanas CF e no CD Híspalis. Posteriormente, passou a fazer parte do Sevilla FC Femenino, onde permaneceu até 2008, mesmo ano em que decidiu se dedicar à carreira de técnica e tornou-se dirigente da Seleção Feminina de Futebol 7 do Sevilla FC, formando meninas entre 12 e 13 anos .
- Títulos como jogadora:
- Campeão da Andaluzia pela Seleção Sevilense
- Vice-campeão da Espanha com a Seleção da Andaluzia
- Campeã da Espanha com a Seleção Nacional da Andaluzia
- Campeão da Liga Provincial com Dos Hermanas CF e Sevilla FC e promoção à Liga Nacional
- Campeão da Segunda Divisão com Dos Hermanas CF. Sua equipe foi eliminada pelo Rayo Vallecano na fase de promoção à Primeira Divisão Feminina
- Vice-campeão com o Sevilla FC (perdeu o título da liga por um gol)

Como técnica

#### Sevilla Football Club
Em 2008, María Pry percebeu que estava começando a gostar do futebol de outra perspectiva e decidiu pendurar as chuteiras como jogadora para iniciar sua carreira de técnica no final da temporada. Pry foi proclamada campeã da Liga e da Copa da Primavera (2008/09) pelo time feminino de futebol 7. Ela tinha apenas 24 anos. Na temporada seguinte, no Sevilla FC, foi proposta para ser a preparadora física da equipe subsidiária feminina, mas quando a técnica saiu uma semana antes do início da temporada, ela assumiu as funções de técnica do time.
Depois de apenas uma temporada nessa função, ela foi escolhida para dirigir a primeira equipe feminina, que incluía muitas jogadoras que haviam sido companheiras de equipe pouco antes. A equipe foi rebaixada e disputou a segunda divisão na temporada seguinte. No final dessa campanha, em 2012, voltou a regressar à categoria mais alta, a Superliga Femenina. Depois de disputar a promoção com o Sevilla, Pry e o clube decidiram se separar. Ela saiu sem ter qualquer acordo com outra equipe.

#### Real Betis Balompié
María Pry treinou o Real Betis Balompié Femenino de 2012 a 2019, levando a equipe a ser proclamada campeã da Liga por dois anos consecutivos. Em uma delas também conseguiu, invicto, a promoção à Primeira Divisão. Foi vice-campeã na Andaluzia com a equipe Verdiblanco nas temporadas 2015/16 e 2016/17. O Betis ocupou o sexto lugar no ranking da primeira divisão em suas duas últimas temporadas ao leme. Além disso, ela atuou como coordenadora da seção feminina do clube.
Em 2018, María Pry recebeu o Prêmio Ramón Cobo de Melhor Treinador da Liga Iberdrola, prêmio que o Comitê Nacional de Treinadores da Real Federação Espanhola de Futebol (RFEF) atribui anualmente, desde 2011, aos treinadores mais destacados da Espanha futebol. “A importância deste prêmio reside no facto de não ser atribuído apenas pela competição, pela posição que ocupa no final ou por haver uma promoção. A importância deste prêmio reside nos valores que Ramón Cobo proclamou ao longo da sua vida como jogador e treinador ”, comentou Luis Rubiales, presidente da RFEF, durante a cerimónia de entrega de prémios.
María Pry permaneceu no Betis por sete temporadas, despedindo-se em 9 de maio de 2019 em uma emocionante coletiva de imprensa realizada no estádio Benito Villamarín. Pry esteve acompanhada durante a reunião pela conselheira da seção feminina do clube, María Victoria López; pelo chefe de seção, Pablo Vilches; pelos jogadores da primeira equipe do Real Betis Féminas; pelo vice-presidente de esportes da entidade, Lorenzo Serra Ferrer; e pelo presidente da Fundação Real Betis, Rafael Gordillo, entre outros.

Levante UD Femenino
Antes de assinar pelo Levante Femenino, María Pry recebeu uma oferta para assumir o cargo de banco de um clube masculino da Terceira Divisão. No entanto, como já havia chegado a um acordo verbal com o clube valenciano, o sevilhano optou por recusar. O Levante oficializou sua constituição em 4 de junho de 2019.
Na temporada 2018/19, o Levante classificou-se em terceiro lugar na Liga Iberdrola. María Pry vive atualmente sua segunda temporada à frente da equipe.
Títulos como treinadora:
- 2011/12. Conquista do título da liga com o Sevilla FC e campeão
- na Liga da Promoção (promoção à Super Liga Feminina[10])
- 2014/15. Conquista do título da liga com o Real Betis Balompié e vice-campeão na Liga Promoção
- 2015/016. Conquista do título da liga com o Real Betis Balompié e campeão na Liga de Promoção (promoção alcançada à Primeira Divisão
- Fêmea)
- 2015/16. Vice-campeão da Andaluzia com o Real Betis Balompié
- 2016/17. Vice-campeão da Andaluzia com o Real Betis Balompié